# Carolien Kroeze
Carolien Kroeze (1964) is een Nederlands hoogleraar milieusysteemanalyse en universiteitsbestuurder. Sinds 8 maart 2024 is ze rector magnificus van Wageningen University & Research (WUR).

## Carrière
Kroeze werd geboren in Drenthe  en groeide daar ook op. Hier hield ze zich al veel met dieren en de natuur bezig. Ze studeerde biologie aan de Rijksuniversiteit Groningen en deed haar promotieonderzoek in milieukunde aan de Universiteit van Amsterdam.
In de daaropvolgende jaren was ze werkzaam als postdoc bij het Rijksinstituut voor Volksgezondheid en Milieu (RIVM) en vanaf 1995 als postdoc bij de leerstoelgroep Milieusysteemanalyse in Wageningen, waar ze sindsdien heeft gewoond. Daar bouwde ze onder andere simulatiemodellen voor het klimaat. Deze modellen waren erop gericht om de relatie tussen menselijke activiteit en de beschikbaarheid van schoon water voor mens, landbouw en natuur in de toekomst te begrijpen. Zo ontwikkelde Kroeze grootschalige modellen die wereldwijd gebruikt worden om de route van verontreinigende stoffen in onder andere rivieren te simuleren.
Als parttime hoogleraar was Kroeze van 2009 tot 2016 werkzaam bij de Open Universiteit Nederland, onder meer als vice-decaan. In 2010 werd ze tevens persoonlijk hoogleraar milieusysteemanalyse aan de WUR. Daarna was ze van 2016 tot en met 2022 de leerstoelhouder Water Systems and Global Change bij de WUR.
Op 8 maart 2024, samenvallend met zowel Internationale Vrouwendag als de 106e verjaardag van de WUR, werd ze geïnstalleerd als eerste vrouwelijke rector magnificus van de Wageningse universiteit. Binnen de Raad van Bestuur vervulde zij vervolgens de portefeuilles Onderwijs en Onderzoek.

## Publicaties
- (en) Kroeze, C. (1993). Global warming by halocarbons and nitrous oxide. Universiteit van Amsterdam, Amsterdam, pp. 187. Geraadpleegd op 30 januari 2025. (proefschrift)